# 帕帕克县
帕帕克县是印度尼西亞北蘇門答臘省所轄的一個縣，縣治為沙叻鎮。
帕帕克县的面积为1.218.3平方公里，2010年时的人口为40,481。